# 타다울
사우디 증권거래소(아랍어: السوق المالية السعودية) 또는 타다울(아랍어: تداول)은 사우디아라비아 리야드에 소재한 증권거래소이다.
타다울은 중동과 북아프리카 최대 자본시장으로 꼽힌다.

## 같이 보기
- 사우디아라비아의 경제